# Werner Gitt
Werner Gitt (ur. 22 lutego 1937 w Niestierowie) – niemiecki inżynier wyznający pogląd kreacjonizmu młodej Ziemi.

## Życiorys
Werner Gitt urodził się w Raineck, Ebenrode we Wschodnich Prusach (obecnie Niestierow w obwodzie królewieckim, Rosja) w 1937 roku. W efekcie przesiedleń po zakończeniu II wojny światowej trafił do Niemiec.
W 1963 roku rozpoczął studia inżynierskie na Uniwersytecie w Hanowerze. Po ukończeniu tych studiów w 1968 roku kontynuował edukację na Politechnice w Akwizgranie, gdzie zdobył tytuł doktora w 1970 roku.
W 1971 Werner Gitt rozpoczął pracę w Physikalisch-Technische Bundesanstalt w Braunschweig. W 1978 uzyskał tytuł profesora oraz awansował na stanowisko dyrektora. Na emeryturę przeszedł w 2002.
Poza pracą naukową Gitt zajmuje się również teorią ewolucji. Jest aktywnym działaczem na rzecz odrzucenia teorii ewolucji na rzecz kreacjonizmu młodej Ziemi. W swoich pracach (zarówno w książce zatytułowanej In the Beginning was Information jak i w artykule pt. Information, science and biology, napisanym dla organizacji promującej kreacjonizm – Answers in Genesis) twierdzi, że teoria informacji neguje ewolucję. Hipotezy Gitta zostały poddane krytyce zarówno przez naukowców, nazywających je pseudonaukowymi (Tom Schneider z Molecular Information Theory Group przy National Institutes of Health), jak i grupę dyskusyjną talk.origins.